# Воронеж (река)
Воро́неж — река в России, левый приток Дона. Протекает по территории Тамбовской, Липецкой и Воронежской областей. Длина — 342 км (от истока Польного Воронежа — 520 км). Площадь водосборного бассейна — 21600 км². Среднемноголетний расход воды — 70,8 м³/с.
Типичная равнинная река. Образуется при слиянии Польно́го Воронежа и Лесного Воронежа.
Воронеж начинается от слияния Лесного и Польного Воронежа у села Новоникольское Мичуринского района Тамбовской области. Далее река течёт на протяжении около 60 км на северо-запад, затем, примерно в 5 км ниже впадения в неё реки Становая Ряса, круто поворачивает с севера на юг с небольшим отклонением на юго-запад.
Правый берег высокий, крутой, левый — пологий. В пойме реки много озёр-стариц. Наиболее крупные: Андреевское, Гать, Длинное, Долгое, Карасево, Лебяжье, Остабное, Матыра, Яблочное и Спасское.
На реке Воронеж расположены два крупных областных центра Черноземья: Липецк и Воронеж. На реке Лесной Воронеж, составляющей реки Воронеж, находится город Мичуринск.
На реке Воронеж в 40 км друг от друга находятся позднепалеолитические стоянки Масловка и Иволга. На мысу правого берега реки Воронеж в 3,5 км от села Староживотинное в Рамонском районе находится Животинное городище, заселение которого славянами произошло во второй половине VIII века.

## Этимология

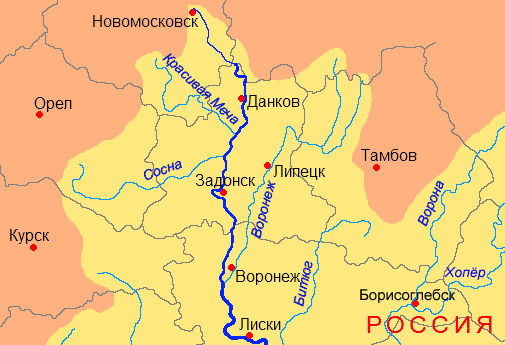
Воронеж в бассейне реки Дон

По мнению немецкого языковеда-слависта Макса Фасмера, название происходит от слова «вороной» (праславянское *vornъ), только автор не указывал, что именно было «вороным», то есть чёрным, на реке. Высказывались также различные другие версии, в том числе о мордовской или ираноязычной этимологии слова «Воронеж» (см. История Воронежа). Долгое время господствовала гипотеза о переносе названия «Воронеж» в Подонье в XI—XII веках с Черниговской земли, где топоним мог быть образован как ойконим от гипотетического славянского личного имени Воронег. Однако уязвимо положение о том, что в Подонье реку назвали по некоему второму городу Воронежу; обычно гидронимы были первичными, а имена городов — вторичными.
В последнем комплексном научном исследовании 2015—2016 гг. утверждается о большой вероятности собственного природно-географического происхождения слова «Воронеж» в раннем средневековье. «Вороным» было реальное громадное чернолесье (сплошные массивы дубрав) в бассейне р. Воронеж и в междуречье с р. Дон. Название реки могло повторять наименование обширной географической области Воронеж. Проводится аналогия со многими другими гидронимами на территории России и Украины с основой «ворон», в случаях, когда реки текли среди черных лесов, среди них Ворона, Воронка (ранее Вороне́я, искаженно Воро́нья), Воронежка (ранее Ворона́я) и др.
По данным почвоведения, в междуречье Воронежа и Дона дубравы росли свыше 4 тысяч лет. Из русских летописей известны также Вороножские (Воронежские) леса, которые, скорее всего, произрастали в среднем и верхнем течении реки Воронеж — впоследствии Большой Воронежский лес, ныне Иловайский и Добровский леса (уже не лиственные, а смешанные и меньшие по площади) на территории Тамбовской и Липецкой областей. В низовьях реки, в окрестностях г. Воронежа сохранилась уникальная в Черноземье Воронежская нагорная дубрава — особо охраняемая природная территория длиной около 22 км, площадью более 7 тыс. га, а также Шиловская дубрава.
Нынешний город Воронеж назван в XVI веке по реке.

## Притоки
На пути к Дону, в который Воронеж впадает в 1403 км от устья, река принимает 28 притоков. Среди них наиболее значительные реки: Иловай, Становая Ряса, Матыра и Усмань.
Всего в бассейне Воронежа имеется 488 поверхностных водотоков с суммарной длиной речной сети 4645 км.
Список по порядку от устья к истоку
- 12 км: река Тавровка
- 18 км: река Песчанка
- 64 км: река Усмань
- 74 км: река Ивница
- 91 км: река Излегоща
- 112 км: река Боровица
- 116 км: река Мещерка (Красивка)
- 133 км: река Кривка
- 145 км: ручей Ериловка
- 148 км: ручей Лячиха
- 163 км: река Белоколодец
- 187 км: река Двуречка
- 208 км: река Липовка
- 216 км: река Матыра
- 236 км: ручей Семёновский
- 249 км: река Кузьминка
- 251 км: река Колпинка
- 251 км: река Мартынчик
- 278 км: река Скроминка
- 292 км: река Делеховка
- 295 км: река Становая Ряса
- 318 км: река Чернава
- 323 км: река Иловай (Иловой)
- 326 км: река Борок
- 334 км: река Алешня
- 336 км: река Сестрёнка
- 342 км: река Лесной Воронеж, составляющая реки Воронеж
- 342 км: река Польной Воронеж, составляющая реки Воронеж

## Водохранилища

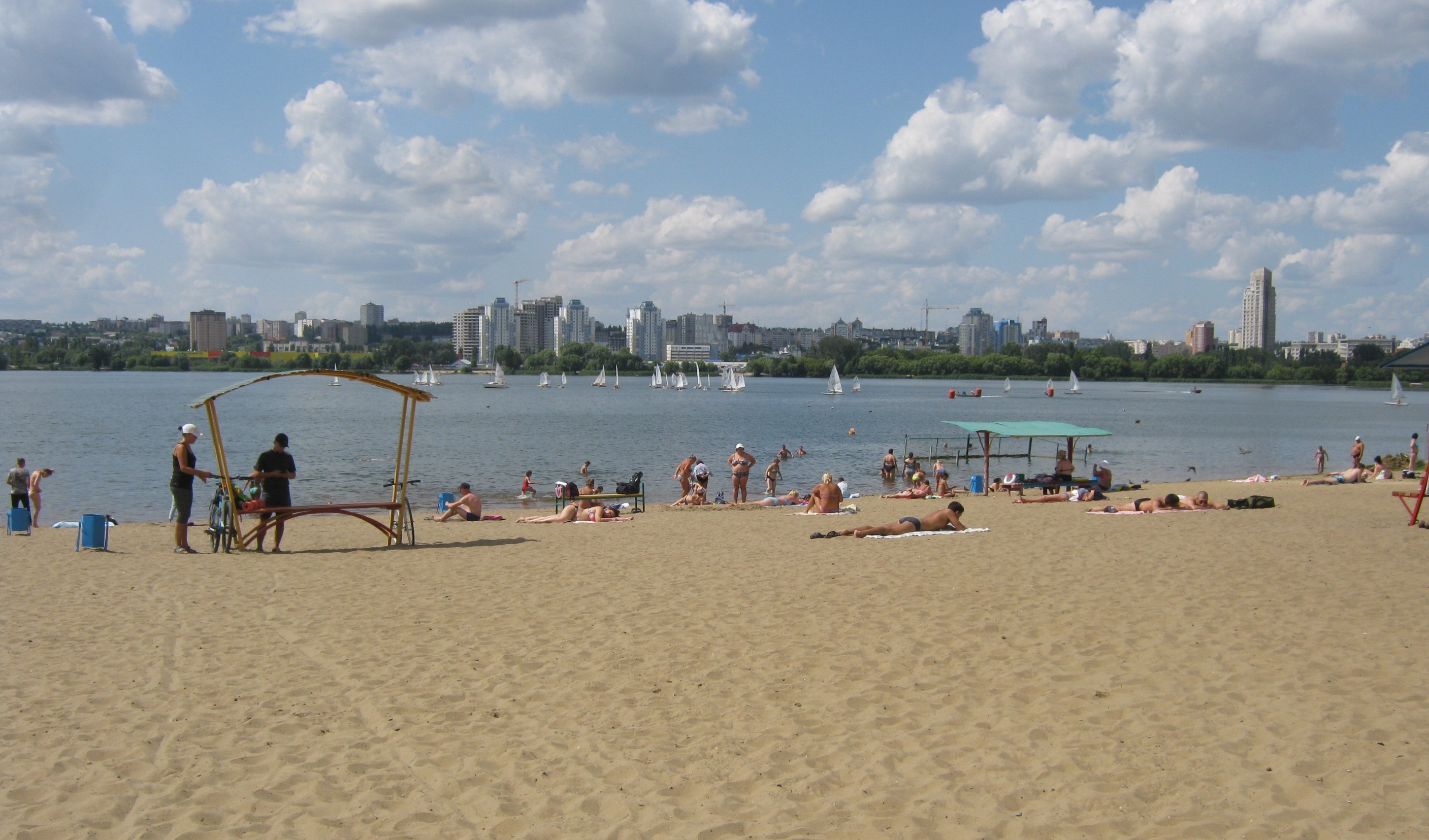
Река Воронеж в Липецке

В Липецке для нужд водозабора Новолипецкого металлургического комбината построена водосливная плотина, образующая так называемое Липецкое озеро (южнее Петровского моста). А северо-восточнее Петровского моста в русле Воронежа находится Зелёный остров. Озеро и остров используются в рекреационных целях.
В нескольких километрах от устья реки в 1972 году была построена плотина, образующая Воронежское водохранилище. Длина водохранилища около 35 км, зеркало вытянуто площадью 70,1 км², средняя ширина 2,1 км, средняя глубина 3,5 м, практически вся длина водохранилища приходится на территорию города Воронежа, который разделён им на две части. Через водохранилище возведено четыре моста: Воронежский железнодорожный мост, Северный, Чернавский и Вогрэсовский мосты. Федеральная магистраль «Дон» также пересекает Воронеж на северной окраине города. В будущем, согласно Генеральному плану развития города Воронежа, планируется строительство Южного моста через водохранилище (между Вогрэсовским мостом и плотиной водохранилища).

## Экология
В 1933 году в статье «Река Воронеж, её настоящее и будущее» Андрей Платонов писал:

Некогда многоводная и сильная река одряхлела, истощилась, сошла до поганой лужи. И в значительной степени это случилось от того, что человек приложил к реке свою руку.

Река Воронеж — один из наиболее загрязнённых притоков Дона. По данным наблюдений за многолетний период средняя кратность превышения ПДК в устье Воронежа составляет:
- по марганцу — в 13,5 раза
- по нефтепродуктам — в 5,3 раза
- по меди и железу общему — в 3,3 раза
- азоту аммонийному, азоту нитритов и фосфатам — в 1,2—1,7 раз.

По индексу ИЗВ вода имеет IV класс качества («загрязнённая»). Высокая загрязнённость вышеперечисленными элементами отмечается практически на всём протяжении реки Воронеж и её притоков: Матыры, Усмани и Лесного Воронежа.
В 2009 году Новолипецкий металлургический комбинат полностью прекратил сброс производственных сточных вод в реку. При этом потребление речной воды снизилось в 3 раза.

## Биоресурсы

### Ихтиофауна
Виды рыб: украинская минога, стерлядь, щука; лещи (в том числе синец и белоглазка), обыкновенный жерех, густера, волжский подуст, белый амур, пескарь, голавль, елец (в том числе Данилевского), язь, чехонь, гольян, горчак обыкновенный, вырезуб, плотва, краснопёрка, линь, усатый голец, Вьюн, щиповка, сом, налим, ёрш, речной окунь, судак (в том числе бёрш), ротан, бычки (в том числе бычок-песочник и бычок-цуцик), уклейка, верховка, серебряный карась, золотой карась, белопёрый пескарь, сазан.

### Охрана природной среды и биоразнообразия
В Липецкой области действует долгосрочная программа «Охрана окружающей природной среды Липецкой области на 2002—2010 годы». В рамках программы в сентябре 2007 года в реку Воронеж было выпущено около 1 миллиона особей молоди рыб: 350 тысяч особей молоди толстолобика, 350 тысяч особей белого амура и 300 тысяч особей молоди сазана. Вся рыба выращивалась в Добровском зональном рыбопитомнике.

### Правила рыболовства
Согласно Правилам рыболовства для Азово-Черноморского рыбохозяйственного бассейна с 20 апреля по 1 июня на территории Липецкой области в реках донского бассейна запрещён вылов (добыча) рыбы на любые снасти. В этот период рыбалка разрешена только в стоячих водоёмах (прудах, карьерах).
Администрация Липецкой области 22 апреля 2008 года после массовых обращений жителей области разрешила лов рыбы на удочку с одним крючком с берега при соблюдении всех прочих правил рыболовства. Однако уже к 1 маю того же года выступила с опровержением собственного разрешения. Таким образом, правила рыболовства для Азово-Черноморского рыбохозяйственного бассейна продолжают действовать в полной мере для реки Воронеж, а вылов рыб любыми снастями в указанные сроки запрещён.
Кроме того, в период с 1 января по 31 мая запрещён вылов (добыча) пресноводного рака.
В период с 15 ноября по 31 марта запрещена добыча (вылов) всех видов водных биоресурсов на зимовальных ямах реки Воронеж:
| № п/п | Наименование зимовальной ямы | Место расположения |
| ----- | ---------------------------- | --- |
| 11    | Окружная                     | Воронежское водохранилище: расположена в районе северного участка водохранилища с левого берега у полотна окружной автодороги Ростов — Москва в 20 м от уреза воды;                                                                                          |
| 12    | Остроженская                 | Воронежское водохранилище: расположена в районе центрального участка водохранилища — между Северным и железнодорожным мостами на траверзе пристаней «Нептун» и «Турист» (левый берег) и «намытой песчаной косы» в районе ж/д станции Отрожки (правый берег); |
| 13    | Лесная                       | Воронежское водохранилище: расположена в районе южного участка водохранилища у правого берега напротив бывшей «Лесной школы» в 300 м от уреза воды; |
| 29    | 20-я просека                 | река Воронеж: расположена в районе левого берега реки в 2,5 км по течению реки от села Вербилово (заказник «Колодезский») |
| 30    | Девическая                   | река Воронеж: расположена в 100 м от Демкинского лесничества выше по течению |
| 31    | Савицкая                     | река Воронеж: расположена в 400 м от моста через реку Воронеж ниже по течению |
| 32    | Яшкина                       | река Воронеж (город Липецк): расположена в районе водной базы «Охотник» (левый берег) и завода «Свободный сокол», Ниженка (правый берег); |
| 33    | Делеховская                  | река Воронеж (Добровский район): расположена на расстоянии 1 км от села Делеховое ниже по течению |
| 34    | Шаршок                       | река Воронеж (Добровский район, село Доброе): расположена в Добровском затоне |
| 35    | Спиртзаводская               | река Воронеж (город Липецк): расположена в районе левого берега реки у Липецкого спиртозавода (см. Спиртозаводская ул.) |
| 36    | Месевка                      | река Воронеж: затон «Месевка» выше 2-го мостового перехода |

Кроме того, запрещён вылов рыб в шлюзовых каналах и на расстоянии менее 500 м у плотин, мостов, паромных переправ.
Запрещены для добычи (вылова) в любые сроки и на любые снасти осетровые виды рыб, миноги, вырезуб.
Запрещается добыча (вылов) водных биоресурсов, имеющих в свежем виде длину меньше указанной в таблице:
| Наименование водных биоресурсов | Минимальная длина, см |
| ------------------------------- | --------------------- |
| Судак                           | 38                    |
| Сом                             | 60                    |
| Сазан                           | 30                    |
| Карп                            | 24                    |
| Тарань                          | 16                    |
| Рыбец                           | 22                    |
| Синец                           | 24                    |
| Белый амур                      | 45                    |
| Лещ                             | 24                    |
| Форель                          | 15                    |
| Усач                            | 20                    |
| Подуст                          | 15                    |
| Берш                            | 25                    |
| Жерех                           | 35                    |
| Толстолобик                     | 50                    |
| Чехонь                          | 24                    |
| Голавль                         | 28                    |
| Линь                            | 17                    |
| Щука                            | 30                    |
| Язь                             | 26                    |
| Окунь                           | 15                    |
| Рак пресноводный                | 9                     |

Промысловый размер водных биоресурсов определяется в свежем виде:
- у рыб — путём измерения длины от вершины рыла (при закрытом рте) до основания средних лучей хвостового плавника;
- у ракообразных — путём измерения тела от линии, соединяющей середину глаз, до окончания хвостовых пластин.

## История
В 1237 году на Воронеже произошла битва между монгольскими и муромо-рязанскими войсками, закончившаяся победой монголов.
В 1380 у места впадения Воронежа в Дон, останавливался Мамай с войском.
Осенью 1695 года на реке развернулось строительство гребной русской флотилии.
В 1942 году по реке проходила линия фронта между советскими и немецко-фашистскими войсками.